# Coleco Adam
Coleco Adam ime je za kućno računalo i za jedinicu za proširenje za video konzolu ColecoVision. Ovo računalo bilo je pušteno na tržištu 1983. godine, u cilju da se slijedi uspjeh konzole, no ovaj produkt je bio neuspješan zbog grešaka u proizvodnji i dizajnu.